# بافرا
بافرا (به ترکی استانبولی: Bafra) شهری است در کشور ترکیه که در استان سامسون واقع شده‌است. جمعیت این شهر بر اساس سرشماری سال ۲۰۰۸ میلادی ۸۲٬۵۹۳ نفر و بر اساس برآوردهای سال ۲۰۰۹ میلادی ۷۹٬۸۶۱ نفر می‌باشد.